# Sénégali de Salvadori
Cryptospiza salvadorii
Espèce
Statut de conservation UICN

 LC  : Préoccupation mineure
Le Sénégali de Salvadori (Cryptospiza salvadorii) est une espèce de passereau appartenant à la famille des Estrildidae.